# Потоковский сельский совет (Кременчугский район)
Потоковский сельский совет (укр. Потоківська сільська рада) — входит в состав Кременчугского района Полтавской области Украины.
Административный центр сельского совета находится в с. Потоки.

## Населённые пункты совета
- с. Потоки
- с. Малая Кохновка
- с. Приднепрянское
- с. Сосновка